# Bussière-Saint-Georges
Bussière-Saint-Georges là một xã thuộc tỉnh Creuse trong vùng Nouvelle-Aquitaine miền trung nước Pháp. Xã này nằm ở khu vực có độ cao trung bình 461 mét trên mực nước biển.
Thị trấn có cự ly 22 dặm (35 km) về phía đông bắc của Guéret, tại giao lộ các tuyến đường D2, D77 và tuyến đường D98. Xã giáp tỉnh Indre.

## Dân số
| 1962                                                        | 1968 | 1975 | 1982 | 1990 | 1999 | 2004 |
| ----------------------------------------------------------- | ---- | ---- | ---- | ---- | ---- | ---- |
| 361                                                         | 422  | 355  | 256  | 239  | 184  | 189  |
| Số liệu điều tra dân số từ năm 1962 Dân số chỉ tính một lần |      |      |      |      |      |      |

## Địa điểm nổi bật
- Nhà thờ St.Georges, từ thế kỷ 12.